# アームストロング・シドレー サファイア

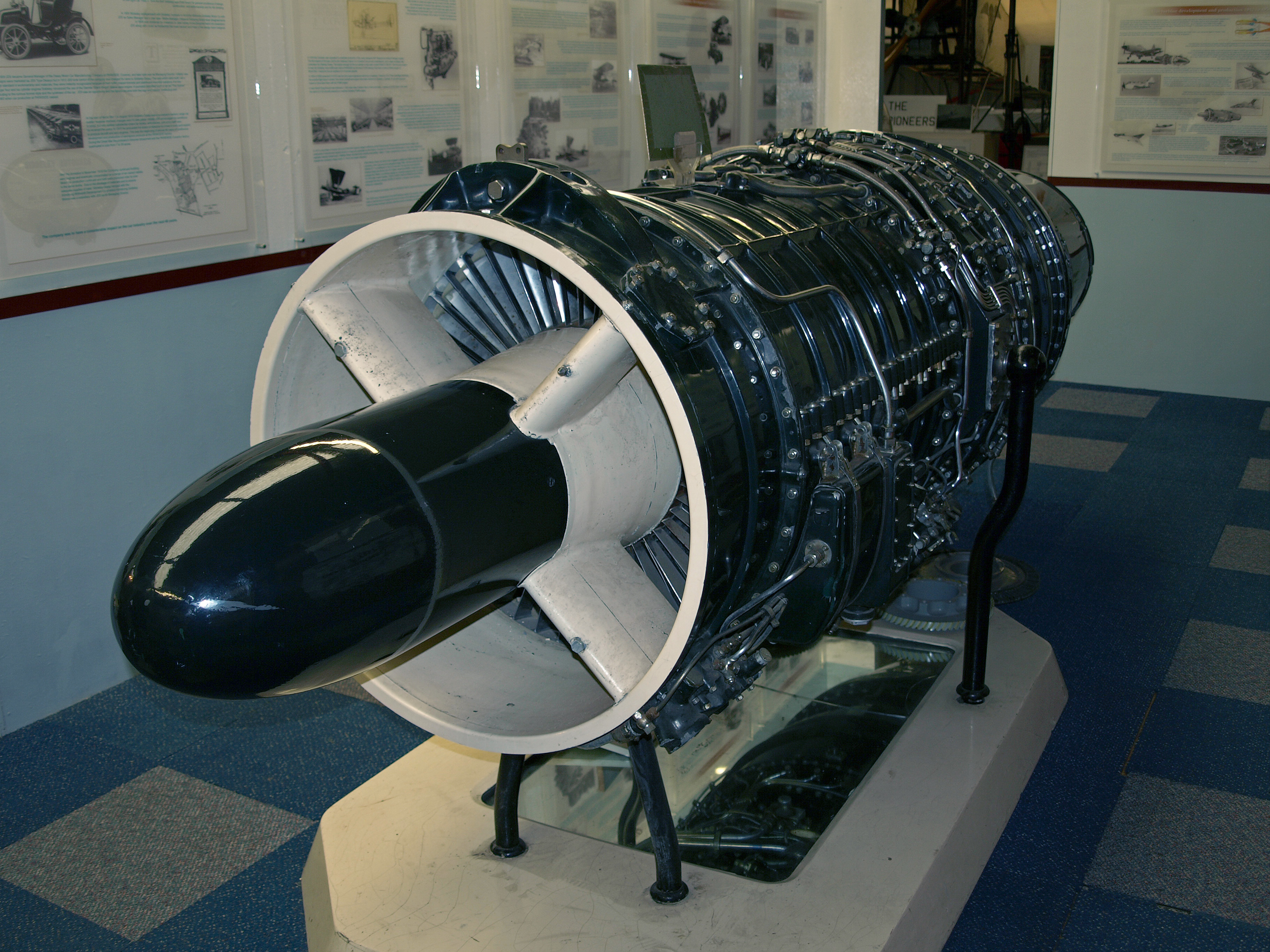
ミッドランド航空博物館で保存されているアームストロング・シドレー サファイア

サファイア（Sapphire）は、アームストロング・シドレーの単軸ターボジェットエンジン。
前身は第二次世界大戦中に軍主導で出発したメトロヴィック F.2で、担当メーカーが流転するなど数奇な運命を辿り、同級のロールス・ロイス エイヴォンとともに1950年代初頭からイギリスで量産された。アメリカ合衆国では、ライト J65として派生型が開発・量産された。
民生転用は果たせずに終わったため、技術史的評価に比して一般的知名度は高くないが、その開発で得られた知見は各方面に多大な影響を与えている。

## 前史
連合国側初の軸流式ターボジェットエンジンであるメトロポリタン＝ヴィッカース（メトロヴィック）F.2 の開発は、アラン・アーノルド・グリフィスら王立航空研究所（RAE）の指導の下に1940年頃から本格化したが、安定性・耐久性等の技術的課題を克服できぬまま、第2次世界大戦中には実用化未満の段階に留まった。
終戦直後の1946年、国策でメトロポリタン＝ヴィッカースはガスタービン事業をアームストロング・シドレーに売却し、静止推力 4,000 lbf (=17.8 kN = 1,840 kgf) のスペックで試験中だった F.2/4 "ベリル"（Beryl、緑柱石の意）の拡大強化版 F.9 → メトロヴィック "サファイア"（MV Sa.1 Sapphire）の開発は、アームストロング・シドレーに引き継がれ AS Sa.1 に再改名された。
翌1947年になって F.2/4 がサンダース・ロー SR.A/1試作水上戦闘機に初搭載されたものの、SR.A/1 計画は失敗に終わり、2機のみでキャンセルされたため、実機による開発が遅延する遠因になった。

## 開発
Sa.1 の開発は、大戦中イギリスがフランク・ホイットル型の遠心式ターボジェットを先に実用化し、成功作ロールス・ロイス ニーンを得ていたこと、ドイツで先進的な軸流ターボジェットエンジンを手掛けていた技術者達を鹵獲物資と共に降伏後進駐したアメリカ合衆国とソビエト連邦が拉致同然に自国へ招聘したこと、更にアトリー労働党政権が軍縮を推し進めたことで、予想外に遅延した。
更に、軍需省・空軍はロールス・ロイスに絶大な信用を寄せ、サファイアとほぼ同一仕様でより新規な同社のエイヴォン計画に注力したため、サファイアはエイヴォンが失敗した場合の保険と見做され、度重なる技術趣味的な設計改変に苛まれた。
しかしニーンを成功させたスタンリー・フッカーらのチームを以ってしても、遠心式から軸流式への転換は困難を極め、1947年に初火入れされたエイヴォンはサージング問題の解決に手間取り、搭載予定機は軒並みエイヴォンの供給開始を待つ状態に陥った。
一方、高圧縮比で初のアニュラー型燃焼器を有する斬新な Sa.1 は1948年に初火入れされたが、RAE の継続的技術指導があったとはいえ、メトロヴィックからアームストロングへのスタッフ交替で混乱し、発展型の Sa.3 が実用段階に達したのは、エイヴォン100系が量産開始した1950年以降にずれ込んだ。
満を持してホーカー ハンターやスーパーマリン スイフトに搭載されたエイヴォン100は依然として不安定さを払拭できず、機関砲発射時の硝煙でフレームアウトする欠陥が露呈して早々に飛行停止に追い込まれた。
折りしも朝鮮戦争が勃発したことで、エイヴォンより複雑ながら安定性の高いサファイアが脚光を浴び、遷音速機に適した大推力ターボジェットを持たないカーチス・ライトが、ライセンス供与を求めた。以降、カーチス・ライトが担当するアメリカ版のJ65と、イギリス版のサファイアが互いに交流しつつ並行開発されて行く。

## 実用化
Sa.3 の量産モデル Sa.6 は、米では J65-W-6 としてカーチス・ライト及びゼネラルモーターズのビュイック部門が量産するため、ステンレス溶接構造のタービンディスクを炭素鋼の嵌合に変更するなど、カーチス・ライトによって生産合理化が施された。
サファイアは高効率で燃費が良く高空性能にも優れていたため、エイヴォンの抜本的改設計に際し RAE の仲介でロールス・ロイスにも技術供与された。次期バージョン Sa.4 は Sa.7 として実用化され、アフターバーナー追加した Sa.7R 等へと更に発展したが、サファイアの総生産数は1万基を突破した J65 シリーズより少数に留まっている。
しかしエイヴォンの充実に加えて、ドイツのユンカース由来の技術を発展させた2軸式の P&W J57（JT3C） や、全可変静翼式の GE J79 が出現しより高性能を発揮したため、用途は広がらなかった。
サファイアは縮小版のヴァイパーを派生したが、アームストロング・シドレーが同じ自動車・航空機エンジンメーカーのブリストル飛行機 と合併してブリストル・シドレーになって以降、ブリストル系で複軸式のオリンパス (Olympus) を優先する事になり、更に他社もろとも国策でロールス・ロイスに統合されたため、それ以上の開発を見ることなく終息した。

## 仕様 (AS Sa.6)
データの引用元:
一般的特性
- 形式: ターボジェットエンジン
- 全長: 134 in (3404 mm)
- 直径: 37.4 in (950 mm)
- 乾燥重量: 2,600 lb (1179 kg)

構成要素
- 圧縮機: 13段軸流式
- 燃焼器: アニュラー式
- タービン: 2段

性能
- 推力: 8,300 lbf (3,765 kgf), 海面高度, 8,600 rpm
- 燃料消費率: 0.85 lb/hr/lb
- 推力重量比: 3.2:1

## 搭載機

### サファイア
- ホーカー ハンター(F.2とF.5のみ。それ以外はロールス・ロイス エイヴォンを搭載。)
- イングリッシュ・エレクトリック P.1
- グロスター ジャベリン
- ハンドレページ ヴィクター（B.2とその派生型は、ロールス・ロイス コンウェイを搭載。）
- FFA P-16
- シュド ボートゥール

### J65
- リパブリック F-84F
- マーチン B-57
- ノースアメリカン FJ-3 / FJ-4
- ダグラス A4D / A-4
- グラマン F11F / F-11
- チャンス・ヴォート RGM-6/15 レギュラス

## 註
1. ↑  アームストロング・シドレーも ASX と名付けた独自の軸流式ターボジェットエンジンの開発に1943年から着手しており、これは後にターボプロップ化されパイソン（英語版）の名でウェストランド ワイバーンの原動力になったが、不調・故障が相次ぎ数年で退役している。
2. ↑  "R" は reheat の意で、afterburner に同じ。
3. ↑  Flight Global Archive -September 1954 Retrieved: 3 November 2008